# Triplo (baseball)
Un triplo (triple in lingua inglese), nel baseball, è una battuta valida da tre basi. Viene attribuito al battitore quando questo colpisce la palla in territorio valido e raggiunge salvo la terza base, senza aiuti da errori difensivi.
Nelle statistiche viene abbreviato in 3B.

## Record

### Major League Baseball

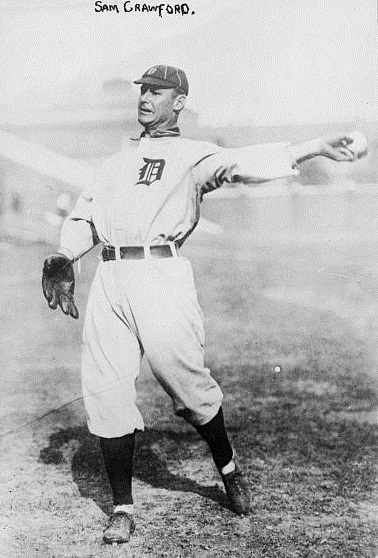
Sam Crawford, detentore del record assoluto di tripli in carriera della MLB

Il record assoluto di tripli in carriera nella Major League Baseball (MLB) è detenuto da Sam Crawford con 309.
La migliore prestazione in una singola stagione appartiene a Chief Wilson, che nel 1912 realizzò 36 tripli.

### Campionato italiano di baseball
Il record assoluto di tripli in carriera nel campionato italiano di baseball è detenuto da Andrea Succi con 53.
Il record stagionale appartiene a Daniel Newman con 12 tripli, realizzati nella Serie A 1990 nelle file della Roma Baseball.